# تشارلز لانغ فرير
تشارلز لانغ فرير (بالإنجليزية: Charles Lang Freer)‏ هو شخصية أعمال أمريكي، ولد في 2 فبراير 1854 في كينغستون في الولايات المتحدة، وتوفي في 25 أكتوبر 1919 في نيويورك في الولايات المتحدة.

## وصلات خارجية
- تشارلز لانغ فرير على موقع الموسوعة البريطانية (الإنجليزية)